# Prix Herblock
Le prix Herblock est un prix artistique américain annuel remis depuis 2004 à un dessinateur de presse travaillant dans l'esprit de Herblock (1909-2001). 
Doté de 15 000 $ nets d'impôts et d'un trophée conçu par Tiffany & Co. (et de 5 000 $ pour le finaliste), il vise à « défendre le dessin de presse comme outil essentiel dans la préservation des droits du peuple américain par la liberté de parole et le droit de s'exprimer ».
Décerné par un jury tournant de trois personnes désigné par la fondation Herblock, le prix est remis au printemps à la bibliothèque du Congrès, dans la capitale américain. La remise du prix est accompagnée d'une conférence, la Herblock Lecture.

## Lauréats
| Année | Auteur                         | Employeur                                            |
| ----- | ------------------------------ | ---------------------------------------------------- |
| 2004  | Matt Davies (dessinateur) (en) | The Journal News                                     |
| 2005  | Tony Auth (en)                 | The Philadelphia Inquirer                            |
| 2006  | Jeff Danziger                  | Rutland Herald                                       |
| 2007  | Jim Morin (en)                 | Miami Herald                                         |
| 2008  | John Sherffius (en)            | Daily Camera (en)                                    |
| 2009  | Pat Bagley (en)                | The Salt Lake Tribune                                |
| 2010  | Matt Wuerker (en)              | Politico                                             |
| 2011  | Tom Toles (en)                 | The Washington Post                                  |
| 2012  | Matt Bors                      | Dessinateur, journaliste et directeur de publication |
| 2013  | Tom Tomorrow (en)              | This Modern World (en) (comic strip)                 |
| 2014  | Jen Sorensen                   | The Austin Chronicle                                 |
| 2015  | Kevin Kallaugher (en)          | The Baltimore Sun et The Economist                   |
| 2016  | Mark Fiore (en)                | Auto-diffusé                                         |
| 2017  | Ruben Bolling (en)             | Tom the Dancing Bug (comic strip)                    |
| 2018  | Ward Sutton (en)               | The Boston Globe                                     |
| 2019  | Matt Davies                    | Newsday                                              |

## Finalistes
| Année | Auteur               | Employeur                                     |
| ----- | -------------------- | --------------------------------------------- |
| 2011  | Ann Telnaes          | The Washington Post                           |
| 2012  | Jen Sorensen         | Auto-diffusé sur jensorensen.com              |
| 2013  | Jack Ohman (en)      | The Sacramento Bee                            |
| 2014  | Clay Bennett (en)    | Chattanooga Times Free Press (en)             |
| 2015  | Mike Luckovich       | The Atlanta Journal-Constitution              |
| 2016  | Ruben Bolling (en)   | Tom the Dancing Bug (comic strip)             |
| 2017  | Marty Two Bulls, Sr. | Indian Country Today Media Network (en)       |
| 2018  | Steve Brodner (en)   | Illustrateur, caricaturiste et éditorialiste. |
| 2019  | Clay Jones           | Auto-diffusé.                                 |